# Cúp FA Hàn Quốc 2015
Cúp FA Hàn Quốc 2015, hay KEB Hana Bank Cúp FA vì lý do tài trợ, là mùa giải thứ 20 của Cúp FA Hàn Quốc. Giải khởi tranh từ ngày 28 tháng 3 năm 2015. Đội vô địch sẽ giành một suất tham gia AFC Champions League 2016. Kể từ mùa giải 2015, có 8 đội nghiệp dư thi đấu từ vòng Một, mở rộng so với 4 đội ở mùa giải trước.

## Lịch thi đấu
| Vòng        | Ngày bốc thăm | Ngày thi đấu          | Số trận   | Số câu lạc bộ | Số đội mới thi đấu vòng này                                                                      |
| ----------- | ------------- | --------------------- | --------- | ------------- | ------------------------------------------------------------------------------------------------ |
| Vòng Một    | 27 thang 2    | 28 tháng 3            | 8         | 16 → 8        | 04 CLB xếp thứ 15~18 Challengers League 2014 04 CLB xếp thứ 17~20 U-League 2014 08 CLB nghiệp dư |
| Vòng Hai    | 27 thang 2    | 4 April               | 19        | 38 → 19       | 14 CLB xếp thứ 1~14 Challengers League 2014 16 CLB xếp thứ 1~16 U-League 2014                    |
| Vòng Ba     | 27 thang 2    | 11–12 tháng 4         | 20        | 40 → 20       | 11 CLB K League Challenge 2014 10 CLB Korea National League 2014 0                               |
| Vòng 32 đội | 16 tháng 4    | 29 tháng 4–13 tháng 5 | 16        | 32 → 16       | 12 CLB K League Classic 2014                                                                     |
| Vòng 16 đội | 28 tháng 5    | 24 tháng 6            | 8         | 16 → 8        | không                                                                                            |
| Tứ kết      | 28 tháng 5    | 22 tháng 7            | 4         | 8 → 4         | không                                                                                            |
| Bán kết     | 24 tháng 9    | 14 tháng 10           | 2         | 4 → 2         | không                                                                                            |
| Chung kết   |               | 31 tháng 10           | 1         | 2 → 1         | không                                                                                            |
| Tổng cộng   | Tổng cộng     | Tổng cộng             | Tổng cộng | Tổng cộng     | 79 CLB                                                                                           |

## Phân bố giải thưởng
| Vòng          | Số CLB nhận thưởng | Phân bố giải thưởng per club |
| ------------- | ------------------ | ---------------------------- |
| support money | 56                 | £590                         |
| Vòng Hai      | 8                  | £1,181                       |
| Vòng Ba       | 19                 | £1,772                       |
| Vòng 32 đội   | 20                 | £2,362                       |
| Vòng 16 đội   | 16                 | £2,953                       |
| Tứ kết        | 8                  | £3,544                       |
| Bán kết       | 4                  | £4,134                       |
| Á quân        | 1                  | £59,070                      |
| Vô địch       | 1                  | £118,141                     |
| Total         |                    | £345,495                     |

## Các đội bóng tham gia

### K League Classic
Tất cả các câu lạc bộ ở K League Classic thi đấu từ vòng 32 đội. Có tổng cộng 12 đội thi đấu ở mùa giải 2015.
| - Busan IPark (Vòng 32 đội) - Daejeon Citizen FC (Vòng 32 đội) - Gwangju FC (Vòng 32 đội) - Incheon United (Vòng 32 đội) - Jeju United (Vòng 32 đội) - Jeonbuk Hyundai Motors (Vòng 32 đội) | - Jeonnam Dragons (Vòng 32 đội) - Pohang Steelers (Vòng 32 đội) - Seongnam FC (Vòng 32 đội) - FC Seoul (Vòng 32 đội) - Suwon Samsung Bluewings (Vòng 32 đội) - Ulsan Hyundai (Vòng 32 đội) |

### K League Challenge
Tất cả các câu lạc bộ ở K League Challenge thi đấu từ vòng Ba. Có tổng cộng 11 đội thi đấu ở mùa giải 2015.
| - Ansan Police (Vòng Ba) - FC Anyang (Vòng Ba) - Bucheon FC 1995 (Vòng Ba) - Chungju Hummel (Vòng Ba) - Daegu FC (Vòng Ba) - Gangwon FC (Vòng Ba) | - Goyang Hi FC (Vòng Ba) - Gyeongnam FC (Vòng Ba) - Sangju Sangmu FC (Vòng Ba) - Seoul E-Land FC (Vòng Ba) - Suwon FC (Vòng Ba) |

### Korea National League
Tất cả các câu lạc bộ ở Korea National League thi đấu từ vòng Ba. Có tổng cộng 10 đội thi đấu ở mùa giải 2015.
| - Busan Transportation Corporation (Vòng Ba) - Changwon City (Vòng Ba) - Cheonan City (Vòng Ba) - Daejeon Korail (Vòng Ba) - Gangneung City (Vòng Ba) | - Gimhae City (Vòng Ba) - Gyeongju Korea Hydro & Nuclear Power (Vòng Ba) - Mokpo City (Vòng Ba) - Ulsan Hyundai Mipo Dolphin FC (Vòng Ba) - Yongin City (Vòng Ba) |

### K3 League
Tất cả các câu lạc bộ ở K3 League thi đấu ở mùa giải 2015.
| - Cheonan FC (Vòng Một) - Gimpo Citizen FC (Vòng Một) - Goyang Citizen FC (Vòng Một) - Seoul FC Martyrs (Vòng Một) - Chuncheon FC (Vòng Hai) - Chungbuk Cheongju FC (Vòng Hai) - Gyeongju Citizen FC (Vòng Hai) - Hwaseong FC (Vòng Hai) - Icheon Citizen FC (Vòng Hai) | - Jeonju Citizen FC (Vòng Hai) - Jeonnam Yeonggwang FC (Vòng Hai) - Jungnang Chorus Mustang FC (Vòng Hai) - Paju Citizen FC (Vòng Hai) - FC Pocheon (Vòng Hai) - Pyeongchang FC (Vòng Hai) - Seoul United FC (Vòng Hai) - Yangju Citizen FC (Vòng Hai) - FC Uijeongbu (Vòng Hai) |

### Đại học
Tất cả các đội đại học thi đấu ở mùa giải 2015.
| - Đại học Dong-eui (Vòng Một) - Đại học Gwangju (Vòng Một) - Đại học Quốc gia Incheon (Vòng Một) - Đại học Woosuk (Vòng Một) - Catholic Kwandong University (Vòng Hai) - Đại học Chung-Ang (Vòng Hai) - Đại học Dankook (Vòng Hai) - Đại học Hannam (Vòng Hai) - Đại học Hanyang (Vòng Hai) - Đại học Hongik (Vòng Hai) | - Đại học Inje (Vòng Hai) - Đại học Hàn Quốc (Vòng Hai) - Kwangwoon University (Vòng Hai) - Đại học Kyunghee (Vòng Hai) - Đại học Sangji (Vòng Hai) - Đại học Soongsil (Vòng Hai) - Đại học Sungkyunkwan (Vòng Hai) - Sun Moon University (Vòng Hai) - University of Ulsan (Vòng Hai) - Đại học Yeungnam (Vòng Hai) |

### Nghiệp dư
| - Denso Korea Automotive (Vòng Một) - LG Electronics (Vòng Một) - Mokpo Christian Hospital (Vòng Một) - Nexen Tire (Vòng Một) | - Samsung Electronics (Vòng Một) - Shinan Salt Korea (Vòng Một) - SK Hynix (Vòng Một) - SMC Engineering (Vòng Một) |

## Kết quả

### Vòng Sơ loại
Vòng Sơ loại bao gồm 3 vòng. Lễ bốc thăm vòng Sơ loại diễn ra vào ngày 27 tháng 2 năm 2015.

#### Vòng Một
Vòng Một diễn ra vào ngày 28 tháng 3 năm 2015.
| 28 tháng 3 năm 2015 | Goyang Citizen | 2–0 | Mokpo Christian Hospital | Sân vận động Goyang Eoulimnuri, Goyang |  |
| 14:00 UTC+09:00     |                |     |                          | Trọng tài: Kim Hong-nam                |  |

| 28 tháng 3 năm 2015 | Gimpo Citizen | 3–1 | LG Electronics | Sân vận động Thành phố Gimpo, Gimpo |  |
| 14:00 UTC+09:00     |               |     |                | Trọng tài: Yoo Myeong-bok           |  |

| 28 tháng 3 năm 2015 | Đại học Quốc gia Incheon | 1–0 | Shinan Salt Korea | Sân vận động Đại học Quốc gia Incheon, Incheon |  |
| 14:00 UTC+09:00     |                          |     |                   | Trọng tài: Park Cheol-su                       |  |

| 28 tháng 3 năm 2015 | Đại học Dong-eui | 1–0 | Samsung Electronics | Sân vận động Gimcheon, Gimcheon |  |
| 12:00 UTC+09:00     |                  |     |                     | Trọng tài: Kim Do-yeon          |  |

| 28 tháng 3 năm 2015 | SK Hynix | 4–3 | Seoul Martyrs | Sân vận động Thành phố Icheon, Icheon |  |
| 15:00 UTC+09:00     |          |     |               | Trọng tài: Choi Wol-myeong            |  |

| 28 tháng 3 năm 2015 | Cheonan FC | 1–2 | SMC Engineering | Trung tâm Bóng đá Cheonan, Cheonan |  |
| 14:00 UTC+09:00     |            |     |                 | Trọng tài: Lee Seung-ho            |  |

| 28 tháng 3 năm 2015 | Nexen Tire | 1–1 (s.h.p.) (5–3 p) | Đại học Gwangju | Sân vận động Gimcheon, Gimcheon |  |
| 15:00 UTC+09:00     |            |                      |                 | Trọng tài: Han Chang-hee        |  |

| 28 tháng 3 năm 2015 | Đại học Woosuk | 1–0 | Denso Korea Automotive | Sân vận động Đại học Woosuk, Wanju |  |
| 14:00 UTC+09:00     |                |     |                        | Trọng tài: Cho Hyung-taek          |  |

#### Vòng Hai
Vòng Hai diễn ra vào ngày 4 tháng 4 năm 2015.
| 4 tháng 4 năm 2015 | Catholic Kwandong University | 1–2 | Nexen Tire | Sân vận động Gimcheon, Gimcheon |
| 12:00 UTC+09:00    |                              |     |            |                                 |

| 4 tháng 4 năm 2015 | Paju Citizen | 1–2 | Đại học Dankook | Paju Public Stadium, Paju |
| 15:00 UTC+09:00    |              |     |                 |                           |

| 4 tháng 4 năm 2015 | Đại học Sangji | 3–0 | Seoul United | Sân vận động Đại học Sangji, Wonju |
| 14:00 UTC+09:00    |                |     |              |                                    |

| 4 tháng 4 năm 2015 | FC Pocheon | 2–3 | Đại học Hanyang | Sân vận động Yeoncheon, Yeoncheon |
| 15:00 UTC+09:00    |            |     |                 |                                   |

| 4 tháng 4 năm 2015 | Đại học Hannam | 1–0 | SMC Engineering | Sân vận động Đại học Hannam, Daejeon |
| 14:00 UTC+09:00    |                |     |                 |                                      |

| 4 tháng 4 năm 2015 | Gimpo Citizen | 2–1 | Chuncheon FC | Sân vận động Thành phố Gimpo, Gimpo |
| UTC+09:00          |               |     |              |                                     |

| 4 tháng 4 năm 2015 | Jeonju Citizen FC | 1–0 | Đại học Dong-eui | Sân vận động Đại học Jeonju, Jeonju |
| 14:00 UTC+09:00    |                   |     |                  |                                     |

| 4 tháng 4 năm 2015 | Đại học Inje | 2–2 (s.h.p.) (4–5 p) | Sun Moon University | Sân vận động Gimcheon, Gimcheon |
| 15:00 UTC+09:00    |              |                      |                     |                                 |

| 4 tháng 4 năm 2015 | Đại học Soongsil | 1–0 | University of Ulsan | Sân vận động Đại học Soongsil, Seoul |
| 14:00 UTC+09:00    |                  |     |                     |                                      |

| 4 tháng 4 năm 2015 | Goyang Citizen | 0–4 | Đại học Woosuk | Sân vận động Goyang Eoulimnuri, Goyang |
| UTC+09:00          |                |     |                |                                        |

| 4 tháng 4 năm 2015 | Kwangwoon University | 3–1 | Đại học Quốc gia Incheon |  |
| UTC+09:00          |                      |     |                          |  |

| 4 tháng 4 năm 2015 | FC Uijeongbu | 1–4 | Đại học Hongik | Uijeongbu Stadium, Uijeongbu |
| 16:00 UTC+09:00    |              |     |                |                              |

| 4 tháng 4 năm 2015 | Đại học Sungkyunkwan | 0–1 | Đại học Yeungnam | Sân vận động Đại học Sungkyunkwan, Seoul |
| 14:00 UTC+09:00    |                      |     |                  |                                          |

| 4 tháng 4 năm 2015 | Hwaseong FC | 3–0 | Yangju Citizen | Khu liên hợp thể thao Hwaseong, Hwaseong |
| 14:00 UTC+09:00    |             |     |                |                                          |

| 4 tháng 4 năm 2015 | Đại học Hàn Quốc | 6–1 | Jeonnam Yeonggwang | Sân vận động Đại học Cao Ly, Seoul |
| 14:00 UTC+09:00    |                  |     |                    |                                    |

| 4 tháng 4 năm 2015 | Icheon Citizen | 1–0 | Pyeongchang FC | Sân vận động Thành phố Icheon, Icheon |
| 15:00 UTC+09:00    |                |     |                |                                       |

| 4 tháng 4 năm 2015 | Đại học Kyunghee | 2–2 (s.h.p.) (4–3 p) | Đại học Chung-Ang | Sân vận động Đại học Kyunghee, Seoul |
| 14:00 UTC+09:00    |                  |                      |                   |                                      |

| 4 tháng 4 năm 2015 | Jungnang Chorus Mustang | 6–0 | SK Hynix | Sân vận động Công cộng Jungnang, Seoul |
| 13:00 UTC+09:00    |                         |     |          |                                        |

| 4 tháng 4 năm 2015 | Chungbuk Cheongju | 1–0 | Gyeongju Citizen | Công viên bóng đá Yongjeong, Cheongju |
| 15:00 UTC+09:00    |                   |     |                  |                                       |

#### Vòng Ba
Vòng Ba diễn ra vào ngày 11 và 12 tháng 4 năm 2015.
| 11 tháng 4 năm 2015 | Jungnang Chorus Mustang | 0–0 (s.h.p.) (3–5 p) | Đại học Hàn Quốc | Sân vận động Công cộng Jungnang, Seoul |
| UTC+09:00           |                         |                      |                  |                                        |

| 11 tháng 4 năm 2015 | Ansan Police | 2–0 | Đại học Soongsil | Sân vận động Ansan Wa~, Ansan |
| 17:00 UTC+09:00     |              |     |                  |                               |

| 11 tháng 4 năm 2015 | Yongin City | 5–0 | Nexen Tire | Trung tâm Bóng đá Yongin, Yongin |
| 14:00 UTC+09:00     |             |     |            |                                  |

| 11 tháng 4 năm 2015 | Cheonan City | 1–1 (s.h.p.) (5–4 p) | Icheon Citizen | Trung tâm Bóng đá Cheonan, Cheonan |
| 15:00 UTC+09:00     |              |                      |                |                                    |

| 11 tháng 4 năm 2015 | Suwon FC | 1–2 | Ulsan Hyundai Mipo Dolphin | Sân vận động Suwon, Suwon |
| 14:00 UTC+09:00     |          |     |                            |                           |

| 11 tháng 4 năm 2015 | Daegu FC | 3–0 | Chungbuk Cheongju | Sân vận động Daegu, Daegu |
| 15:00 UTC+09:00     |          |     |                   |                           |

| 11 tháng 4 năm 2015 | Đại học Sangji | 1–1 (s.h.p.) (5–3 p) | Đại học Dankook | Sân vận động Đại học Sangji, Wonju |
| UTC+09:00           |                |                      |                 |                                    |

| 11 tháng 4 năm 2015 | Gangwon FC | 2–1 | Gyeongnam FC | Sân vận động Sokcho, Sokcho |
| 14:00 UTC+09:00     |            |     |              |                             |

| 11 tháng 4 năm 2015 | Daejeon Korail | 3–0 | Đại học Hannam | Sân vận động Daejeon Hanbat, Daejeon |
| 15:00 UTC+09:00     |                |     |                |                                      |

| 11 tháng 4 năm 2015 | FC Anyang | 2–0 | Đại học Woosuk | Sân vận động Anyang, Anyang |
| 14:00 UTC+09:00     |           |     |                |                             |

| 11 tháng 4 năm 2015 | Gangneung City | 1–2 | Đại học Yeungnam | Sân vận động Jeongseon, Jeongseon |
| 15:00 UTC+09:00     |                |     |                  |                                   |

| 11 tháng 4 năm 2015 | Chungju Hummel | 2–0 | Đại học Kyung Hee | Sân vận động Chungju, Chungju |
| 14:00 UTC+09:00     |                |     |                   |                               |

| 11 tháng 4 năm 2015 | Goyang Hi FC | 3–2 | Đại học Incheon | Sân vận động Goyang, Goyang |
| 14:00 UTC+09:00     |              |     |                 |                             |

| 11 tháng 4 năm 2015 | Seoul E-Land FC | 2–0 | Đại học Sunmoon | Sân vận động Olympic Seoul, Seoul |
| 12:00 UTC+09:00     |                 |     |                 |                                   |

| 11 tháng 4 năm 2015 | Busan Transportation Corporation | 2–2 (s.h.p.) (7–6 p) | Đại học Hanyang | Sân vận động Busan Gudeok, Busan |
| UTC+09:00           |                                  |                      |                 |                                  |

| 11 tháng 4 năm 2015 | Bucheon FC 1995 | 1–0 | Gimhae City | Sân vận động Bucheon, Bucheon |
| 14:00 UTC+09:00     |                 |     |             |                               |

| 11 tháng 4 năm 2015 | Changwon City | 2–0 | Jeonju Citizen | Trung tâm bóng đá Changwon, Changwon |
| 15:00 UTC+09:00     |               |     |                |                                      |

| 11 tháng 4 năm 2015 | Sangju Sangmu FC | 0–1 | Gyeongju KH&NP | Sân vận động Sangju Civic, Sangju |
| 16:00 UTC+09:00     |                  |     |                |                                   |

| 11 tháng 4 năm 2015 | Hwaseong FC | 2–1 | Mokpo City | Khu liên hợp thể thao Hwaseong, Hwaseong |
| UTC+09:00           |             |     |            |                                          |

| 12 tháng 4 năm 2015 | Gimpo Citizen | 2–2 (s.h.p.) (3–2 p) | Đại học Hongik | Sân vận động Thành phố Gimpo |
| UTC+09:00           |               |                      |                |                              |

### Vòng Chung kết

#### Vòng 32 đội
Lễ bốc thăm vòng 32 đội diễn ra vào ngày 16 tháng 4 năm 2015. Vòng 32 đội diễn ra vào ngày 29 tháng 4 và 12 & 13 tháng 5 năm 2015.
| 29 tháng 4 năm 2015 | FC Seoul                                  | 3–0    | Gyeongju KH&NP | Sân vận động World Cup Seoul, Seoul |  |
| UTC+09:00           | Shim Je-hyeok 33' · Jung Jo-gook 84', 86' | Report |                | Lượng khán giả: 1,570               |  |

| 29 tháng 4 năm 2015 | Đại học Sangji  | 1–2    | Đại học Yeungnam                    | Sân vận động Đại học Sangji, Wonju |  |
| UTC+09:00           | Cho Jae-wan 38' | Report | Lee Soon-min 23' · Jung Won-jin 40' | Lượng khán giả: 300                |  |

| 29 tháng 4 năm 2015 | Incheon United             | 2–0    | Bucheon FC 1995 | Sân vận động bóng đá Incheon, Incheon |  |
| UTC+09:00           | Oris 4' · Kim Jin-hwan 54' | Report |                 | Lượng khán giả: 848                   |  |

| 29 tháng 4 năm 2015 | Daegu FC       | 1–3    | Pohang Steelers                                            | Sân vận động Daegu, Daegu |  |
| UTC+09:00           | Lee Won-jae 4' | Report | Moon Chang-jin 55' · Shim Dong-woon 63' · André Moritz 90' | Lượng khán giả: 1.125     |  |

| 29 tháng 4 năm 2015 | Ulsan Hyundai      | 1–1 (s.h.p.) (6–5 p) | Seoul E-Land FC | Sân vận động World Cup Ulsan, Ulsan |  |
| UTC+09:00           | Yang Dong-hyun 52' | Report               | Joo Min-kyu 64' | Lượng khán giả: 705                 |  |

| 29 tháng 4 năm 2015 | Busan IPark                      | 2–3    | Gangwon FC                                  | Sân vận động Asiad Busan, Busan |  |
| UTC+09:00           | Noh Haeng-seok 50' · Weslley 57' | Report | Choi Seung-in 20', 32' · Shin Young-jun 35' | Lượng khán giả: 450             |  |

| 29 tháng 4 năm 2015 | Daejeon Korail  | 1–0    | Yongin City | Khu liên hợp thể thao Daejeon Hanbat, Daejeon |  |
| UTC+09:00           | Cho Hyung-ik 5' | Report |             | Lượng khán giả: 115                           |  |

| 29 tháng 4 năm 2015 | Goyang Hi FC | 0–1 (s.h.p.) | Jeonbuk Hyundai Motors | Khu liên hợp thể thao Goyang, Goyang |  |
| UTC+09:00           |              | Report       | Edu 97'                | Lượng khán giả: 457                  |  |

| 29 tháng 4 năm 2015 | Ansan Police       | 1–1 (s.h.p.) (3–4 p) | Chungju Hummel | Sân vận động Ansan Wa~, Ansan |  |
| UTC+09:00           | Seo Dong-hyeon 65' | Report               | Marcinho 86'   | Lượng khán giả: 203           |  |

| 29 tháng 4 năm 2015 | Daejeon Citizen     | 1–0    | Gwangju FC | Sân vận động World Cup Daejeon, Daejeon |  |
| UTC+09:00           | Kim Young-seung 65' | Report |            | Lượng khán giả: 490                     |  |

| 29 tháng 4 năm 2015 | Cheonan City FC                                         | 4–1    | Đại học Hàn Quốc   | Trung tâm Bóng đá Cheonan, Cheonan |  |
| UTC+09:00           | Kim Sung-min 14' · Cho Irok 34', 68' · In Joon-yeon 81' | Report | Jang Seong-jae 21' | Lượng khán giả: 400                |  |

| 29 tháng 4 năm 2015 | Busan TC | 0–1 (s.h.p.) | Seongnam FC     | Sân vận động Busan Gudeok, Busan |  |
| UTC+09:00           |          | Report       | Hwang Ui-jo 83' | Lượng khán giả: 250              |  |

| 29 tháng 4 năm 2015 | Jeju United FC                                            | 4–1    | FC Anyang         | Sân vận động World Cup Jeju, Jeju |  |
| UTC+09:00           | Yoon Bit-garam 25' · Kim Hyun 39', 51' · In Joon-yeon 69' | Report | Lee Dong-hyun 36' | Lượng khán giả: 612               |  |

| 12 tháng 5 năm 2015 | Hwaseong FC                           | 2–1    | Changwon City    | Sân vận động Hwaseong, Hwaseong |  |
| UTC+09:00           | Park Sung-jin 30' · Kim Hyung-pil 39' | Report | Kwak Chul-ho 25' |                                 |  |

| 13 tháng 5 năm 2015 | Ulsan Hyundai Mipo                      | 2–0    | Gimpo Citizen | Sân vận động Ulsan, Ulsan |  |
| UTC+09:00           | Kwak Sung-chan 27' · Han Keon-young 86' | Report |               | Lượng khán giả: 310       |  |

| 13 tháng 5 năm 2015 | Suwon Samsung Bluewings                 | 3–3 (s.h.p.) (3–4 p) | Jeonnam Dragons                                  | Sân vận động World Cup Suwon, Suwon |  |
| UTC+09:00           | Jong Tae-se 27', 59' · Lee Sang-ho 101' | Report               | Oršić 62' · Ahn Yong-woo 87' · Lim Jong-eun 107' |                                     |  |

#### Vòng 16 đội
Lễ bốc thăm vòng 16 đội diễn ra vào ngày 28 tháng 5 năm 2015. Vòng 16 đội diễn ra vào ngày 24 tháng 6 năm 2015.
| 24 tháng 6 năm 2015 | Daejeon Korail    | 1–2    | Jeju United                       | Khu liên hợp thể thao Daejeon Hanbat, Daejeon |  |
| 19:00 UTC+09:00     | Yoon Jung-min 43' | Report | Kim Hyun 45' · Song Jin-hyung 68' | Lượng khán giả: 450                           |  |

| 24 tháng 6 năm 2015 | Seongnam FC                              | 2–1 (s.h.p.) | Đại học Yeungnam  | Khu liên hợp thể thao Tancheon, Seongnam |  |
| 19:30 UTC+09:00     | Son Min-jae 38' (o.g.) · Hwang Ui-jo 92' | Report       | Joo Han-seong 60' | Lượng khán giả: 1.305                    |  |

| 24 tháng 6 năm 2015 | Chungju Hummel    | 1–4 | Jeonnam Dragons                                               | Sân vận động Chungju, Chungju |  |
| 19:00 UTC+09:00     | Noh Hyung-goo 60' |     | Jeon Hyeon-chul 17', 74' · Ahn Yong-woo 22' · Lee Jong-ho 45' | Lượng khán giả: 1,253         |  |

| 24 tháng 6 năm 2015 | Cheonan City FC | 0–1    | Incheon United   | Trung tâm Bóng đá Cheonan, Cheonan |  |
| 19:00 UTC+09:00     |                 | Report | Kim Jin-hwan 60' | Lượng khán giả: 1,300              |  |

| 24 tháng 6 năm 2015 | Gangwon FC | 0–1    | Ulsan Hyundai Mipo | Sân vận động Sokcho, Sokcho |  |
| 19:00 UTC+09:00     |            | Report | Park Han-soo 79'   | Lượng khán giả: 353         |  |

| 24 tháng 6 năm 2015 | Hwaseong FC             | 1–2    | FC Seoul                            | Sân vận động Hwaseong, Hwaseong |  |
| 19:00 UTC+09:00     | Kim Nam-chun 71' (o.g.) | Report | Éverton Santos 45' · Yun Ju-tae 90' | Lượng khán giả: 5,832           |  |

| 24 tháng 6 năm 2015 | Pohang Steelers                       | 2–1    | Jeonbuk Hyundai Motors | Pohang Steel Yard, Pohang |  |
| 19:30 UTC+09:00     | Shim Dong-woon 22' · Park Sung-ho 85' | Report | Lee Dong-gook 90'      | Lượng khán giả: 5,722     |  |

| 24 tháng 6 năm 2015 | Ulsan Hyundai                             | 3–2 (s.h.p.) | Daejeon Citizen                  | Sân vận động bóng đá Ulsan Munsu, Ulsan |  |
| 19:30 UTC+09:00     | Yoo Jun-soo 44' · Kim Shin-wook 96', 106' | Report       | Adriano 70' · Hwang Ji-woong 98' | Lượng khán giả: 1,012                   |  |

#### Tứ kết
Lễ bốc thăm vòng Tứ kết diễn ra vào ngày 28 tháng 5 năm 2015. Vòng tứ kết diễn ra vào ngày 22 tháng 7 năm 2015.
| 22 tháng 7 năm 2015 | Jeonnam Dragons | 1–0    | Ulsan Hyundai Mipo | Sân vận động bóng đá Gwangyang, Gwangyang |  |
| 19:00 UTC+09:00     | Lee Jong-ho 44' | Report |                    | Lượng khán giả: 1.340                     |  |

| 22 tháng 7 năm 2015 | Seongnam FC     | 1–2 (s.h.p.) | Ulsan Hyundai                  | Khu liên hợp thể thao Tancheon, Seongnam |  |
| 19:30 UTC+09:00     | Hwang Ui-jo 34' | Report       | Kim Tae-hwan 25' · Kovačec 94' | Lượng khán giả: 5.441                    |  |

| 22 tháng 7 năm 2015 | FC Seoul                | 2–1    | Pohang Steelers | Sân vận động World Cup Seoul, Seoul |  |
| 19:30 UTC+09:00     | Park Chu-young 25', 68' | Report | Kim Dae-ho 22'  | Lượng khán giả: 6,267               |  |

| 22 tháng 7 năm 2015 | Jeju United | 0–2 (s.h.p.) | Incheon United                      | Sân vận động World Cup Jeju, Jeju |  |
| 20:00 UTC+09:00     |             | Report       | Kwon Wan-kyu 91' · Kim Do-hyuk 107' | Lượng khán giả: 917               |  |

#### Bán kết
Lễ bốc thăm vòng Bán kết diễn ra vào ngày 24 tháng 9 năm 2015. Bán kết diễn ra vào ngày 14 tháng 10 năm 2015.
| 14 tháng 10 năm 2015 | Incheon United               | 2–0 (s.h.p.) | Jeonnam Dragons | Sân vận động bóng đá Incheon, Incheon |  |
| 19:30 UTC+09:00      | Yun Sang-ho 91' · Kevin 115' | Report       |                 | Lượng khán giả: 4,007                 |  |

| 14 tháng 10 năm 2015 | Ulsan Hyundai | 1–2    | FC Seoul                   | Sân vận động bóng đá Ulsan Munsu, Ulsan |  |
| 19:30 UTC+09:00      | Kovačec 68'   | Report | Takahagi 38' · Adriano 54' | Lượng khán giả: 7,474                   |  |

#### Chung kết
| 31 tháng 10 năm 2015 | FC Seoul                                  | 3–1    | Incheon United   | Sân vận động World Cup Seoul, Seoul            |  |
| 13:30 UTC+09:00      | Takahagi 33' · Adriano 88' · Molina 90+1' | Report | Lee Hyo-kyun 72' | Lượng khán giả: 26,797 Trọng tài: Ko Hyung Jin |  |

| Cúp FA Hàn Quốc Đội vô địch 2015 |
| -------------------------------- |
| FC Seoul Danh hiệu thứ 2         |

## Giải thưởng
- Cầu thủ xuất sắc nhất vòng đấu
  - Vòng Một:  Kim Tae-min (Nexen Tire)[6]
  - Vòng Hai:  Lee Dong-hui (Đại học Hanyang)[6]
  - Vòng Ba:  Kim Hyung-pil (Hwaseong FC)[6]
  - Vòng 32 đội:  Jung Min-kyo (Hwaseong FC)[7]
  - Vòng 16 đội:  Kim Shin-wook (Ulsan Hyundai)[8]
  - Tứ kết:  Park Chu-young (FC Seoul)[8]
  - Bán kết:  Yojiro Takahagi (FC Seoul)[9]
- Cầu thủ xuất sắc nhất giải đấu:  Yojiro Takahagi (FC Seoul)[10]
- Đội Fair Play: FC Seoul